# Договоры, заключённые между АДР и Горской республикой
Договоры, заключенные между АДР и Горской республикой — Документы о финансовой, экономической и военной помощи  АДР Горской республике.
Известные интеллектуалы и общественные деятели Азербайджана, как и в предыдущие периоды, смотрели национально-освободительную борьбу горных народов Северного Кавказа в 1917-1918 годах и помогали им всеми средствами.  Члены мусульманской фракции  Закавказской  династии в марте 1918 года поддержали призыв Горской республики  присоединиться к Закавказской диктатуре и бороться с большевистской угрозой. Однако армянские и грузинские представители высказались против этого предложения, и эта работа была неэффективной. Таким образом, члены мусульманской фракции создали специальную комиссию, в состав которой вошли Фатали Хан Хойский, Насиб-бек Усуббеков , Аслан Бек Сафикурски, Мухаммад Гази Дибиров, Баммат Гайдар, Абдулмаджид Чермоев, чтобы создать двусторонние отношения с представителями Северного Кавказа. В результате усилий азербайджанских общественных деятелей представители Горской республики смогли принять участие в мирных переговорах в Трабзоне. После того, как переговоры закончились, представители Горной республики  отправились в Стамбул и связались с Османской империей и приняли Декларацию о создании Северо-Кавказского союза народов Даглига (11 мая 1918 года). 
С первых же дней создания Горской республики  АДР начала укреплять свои отношения . В сентябре-октябре 1918 года большая часть Дербента и Дагестана была освобождена правительствами Османской и Азербайджанской автономных республик. Правительство Демократической Республики Азербайджан направило первую финансовую помощь правительству горцев, которые вернулись на родину. 8 октября азербайджанская сторона предоставила сельчанам беспроцентный кредит в размере 1 млн.рублей.
Спустя месяц министр финансов Горного правительства   Вассан Герай Джабагиев приехал в Баку, и на этот раз он получил 500 000 рублей. Наконец, 28 ноября 1918 года было подписано первое соглашение между Азербайджанской Демократической Республикой и Дагестанской Республикой. Соглашение было подписано министром торговли и промышленности Азербайджана Бехбуд Ханом Джаванширом и министром финансов Мамедом Хасаном Хаджинским, уполномоченными представителями правительства горной промышленности - министром промышленности и торговли Бахадуром бей Малачеханом и министром дорог, почты и телеграфным отделом Ибрагимом бей Гейдаровым. Согласно соглашению, азербайджанская сторона предоставила правительству Нагорного Карабаха беспроцентный кредит в размере 10 миллионов рублей. Горному правительству пришлось выплатить этот долг в течение двух лет с пшеницей.

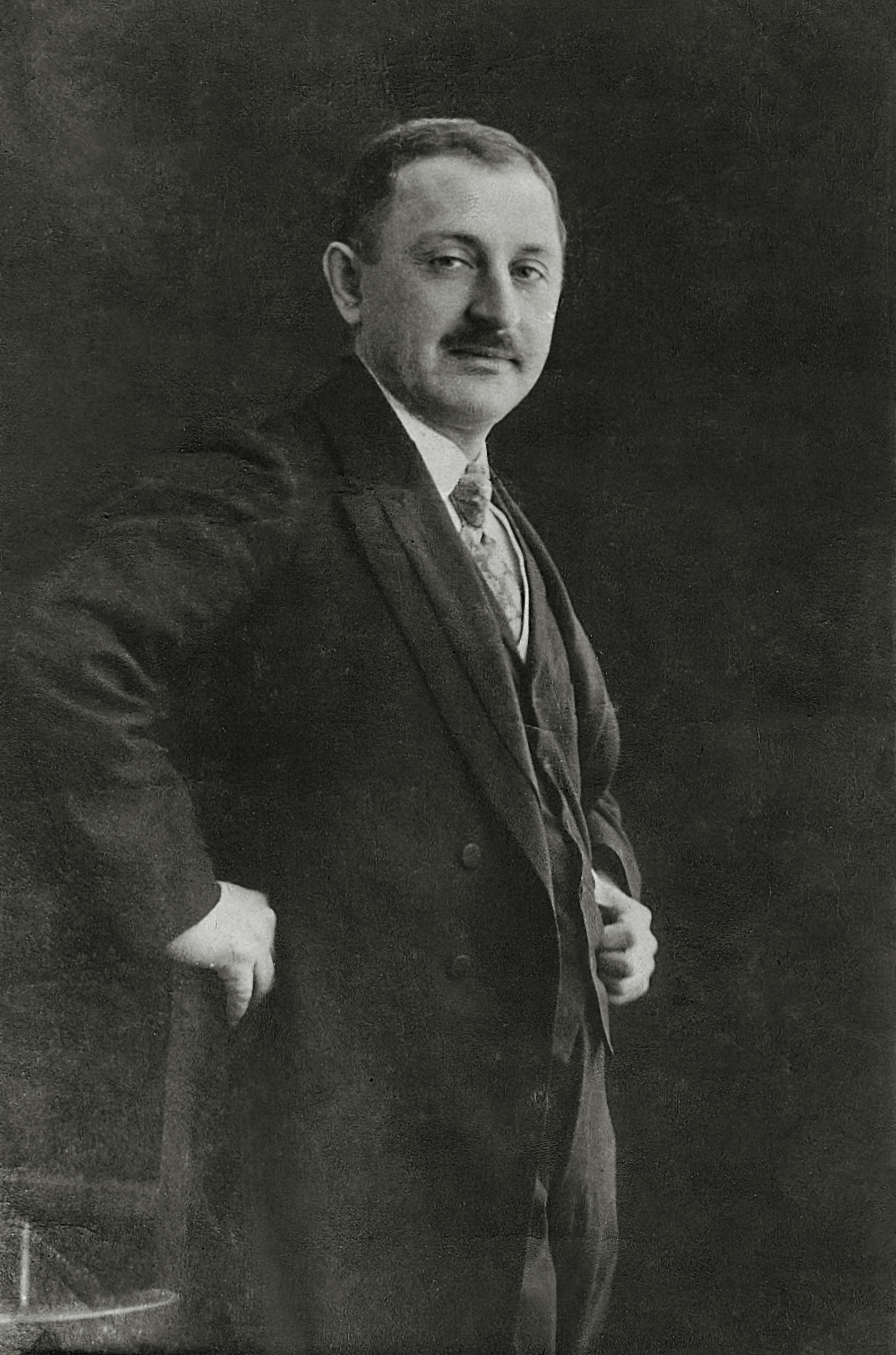
Насиб-бек Юсуфбейли

Второй контракт был подписан между Азербайджанской Демократической Республикой и Республикой Дагестан 9 января 1919 года. В соответствии с соглашением, подписанным министром продовольствия Королевства Финляндии К. Лизгаром в третьем кабинете Фатали Хана Хойски и представителем Горной Азербайджанской Республики Алиханом Кантамиром, правительство Республики Дагестан должно отправить 50 вагонов пшеницы в Азербайджан, и азербайджанская сторона должна немедленно заплатить 60 рублей. Было принято решение отправить все зерна в течение четырех месяцев после подписания контракта. 23 февраля 1919 года было подписано третье соглашение между Азербайджанской Демократической Республикой и Правительством Республики Дагестан. Согласно этому соглашению, азербайджанская сторона обязана предоставить правительству Нагорного Карабаха беспроцентный кредит в размере 10 млн. Рублей. 5 миллионов из этих денег были немедленно предоставлены. 
6 апреля правительство Демократической Республики Азербайджан решило оказать военную помощь Республике Дагестан. С этой целью были созданы и отправлены на Кавказ добровольные группы, а также санитарные бригады для оказания медицинской помощи горным бойцам. 17 апреля парламент Азербайджана принял закон о предоставлении 30 млн. Рублей беспроцентных займов правительству Республики Дагестан. Таким образом, в конце 1918 - начале 1919 года правительство Демократической Республики Азербайджан, несмотря на сложную ситуацию, оказало финансовую помощь Республике Дагестан в размере 50 миллионов рублей. После того, как Деник захватил Северный Кавказ в конце мая 1919 года, члены правительства Республики Дагестан получили убежище в Баку. Правительство Азербайджанской Демократической Республики также выделило 1 млн рублей на помощь дагестанским беженцам.